# Essential Killing
Essential Killing (deutsch: notwendiges oder wesentliches Töten) ist ein Politthriller des polnischen Regisseurs Jerzy Skolimowski aus dem Jahr 2010 mit den Schauspielern Vincent Gallo und Emmanuelle Seigner. Essential Killing wurde anlässlich der Internationalen Filmfestspiele von Venedig 2010 am 6. September 2010 uraufgeführt.

## Handlung
In einer afghanischen Wüste wird ein mutmaßlicher Taliban-Kämpfer von US-Truppen gefangen genommen, anschließend verhört und mittels Waterboarding gefoltert. Danach soll er in ein geheimes Gefängnis in Europa gebracht werden. Es gelingt ihm jedoch infolge eines Unfalls die Flucht in die tief verschneiten Wälder Polens. Fortan kämpft er in für ihn ungewohnt kalter Umwelt um sein Überleben. Er wird von den Amerikanern mit Helikoptern, Hunden und Suchmannschaften durch den Wald gejagt und entkommt ihnen. Auf seiner Flucht und bei Begegnungen mit Waldarbeitern und anderen Einheimischen kann er immer jeweils knapp überleben – oft jedoch auf Kosten anderer Menschen. Schwer verwundet findet er schließlich bei einer einsamen, mitten im Wald wohnenden Frau etwas Hilfe. Sie schickt ihn danach zu Pferd wieder weg. Der Film endet mit dem Anblick des unbesetzten, vom Reiter mit Blut befleckten Pferdes – das Schicksal des Mannes ist offensichtlich.

## Kritik
„Der Film beschreibt die Kette von Gewaltakten jenseits politischer Parteinahme phänomenologisch als Teil einer unheilvollen Eigendynamik. Dank seines präzisen Hauptdarstellers gelingen ihm ausdrucksstarke, weil nachhaltig verstörende Szenen, die das Fluchtdrama zur suggestiven Anklage gegen jede Form von Unmenschlichkeit machen.“

## Weiteres
- Der Regisseur Jerzy Skolimowski sagte zu dem Film, dass nicht klar sei, ob es sich bei dem Gejagten um einen Terroristen oder einen Unschuldigen handele[1].

## Auszeichnungen
- Internationale Filmfestspiele von Venedig 2010
  - Spezialpreis der Jury
  - Coppa Volpi für den besten Darsteller: Vincent Gallo
  - CinemAvvenire Award: Bester Film im Wettbewerb

- 25. Mar del Plata Film Festival 2010
  - Golden Astor für den besten Film
  - Silver Astor für den besten Darsteller: Vincent Gallo
  - ACCA Award (Argentine Film Reviewers Association): Bester Film im internationalen Wettbewerb

- 36. Polnisches Filmfestival Gdynia 2011
  - Die Goldenen Löwen von Gdańsk (Hauptpreis) für den besten Film
  - Preis für die beste Regie: Jerzy Skolimowski
  - Preis für die beste Musik: Paweł Mykietyn
  - Preis für den besten Schnitt: Réka Lemhényi/Maciej Pawliński

- 11. Sopot Film Festival
  - Grand Prix